# 米歇尔·韦尔默兰
米歇尔·韦尔默兰（法語：Michel Vermeulin，1934年9月6日—），法国男子自行车运动员。他曾代表法国参加1956年夏季奥林匹克运动会自行车比赛，获得一枚金牌和一枚银牌。